# Parkeergarage Marnix

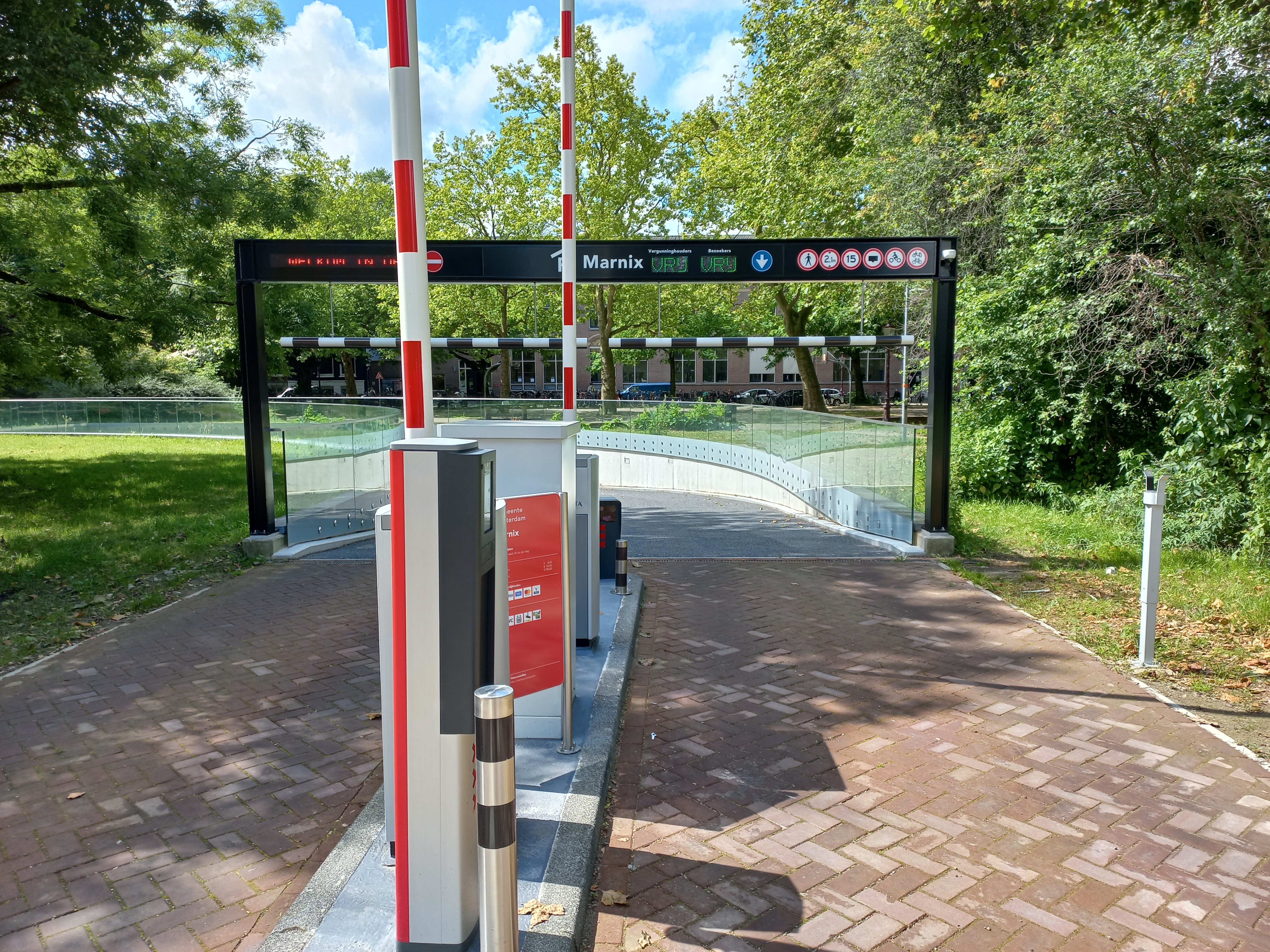
Ingang in Frederik Hendrikplantsoen (juni 2024)

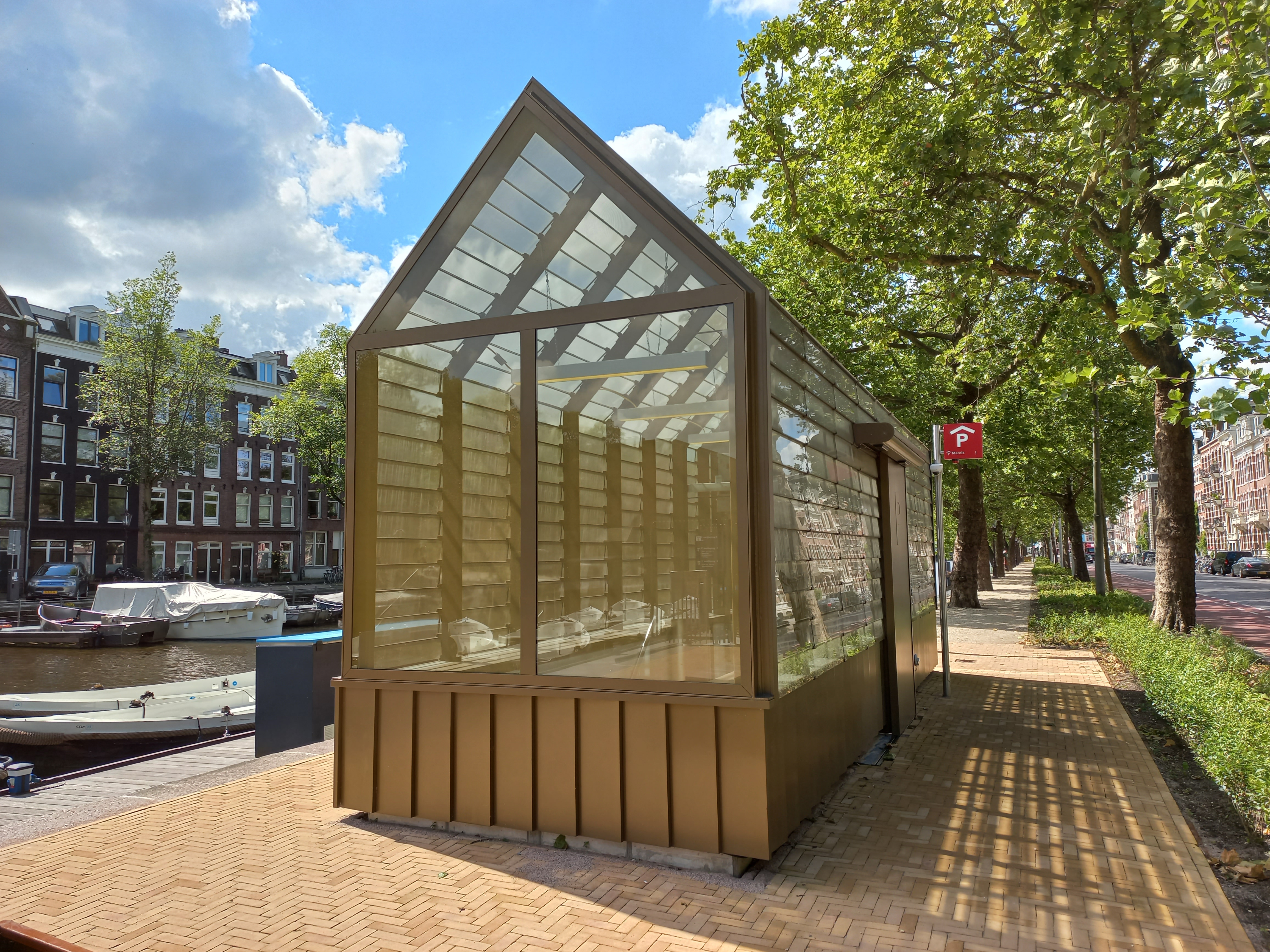
Personeningang Nassaukade (juni 2024)

Parkeergarage Marnix, werktitel Singelgracht garage, is een ondergrondse parkeergarage in Amsterdam-Centrum.
Plannen voor deze garage stammen al uit het begin van de 21e eeuw. De buurtbewoners maakten bezwaar en zagen het geld, circa €50 miljoen, liever aan andere zaken besteed, ook de bomenkap was uit den boze.
Na een vertraging van bijna tien jaar begon de bouw. De parkeergarage werd onder de Singelgracht tussen de Raampoortbrug en de Zaagpoortbrug aangelegd. Tijdens de bouw van 2019 tot 2024 werden er damwanden geplaatst, water weggepompt, gebouwd, getest, water teruggepompt en damwanden verwijderd, zodat op 27 februari 2024 deze garage kon worden geopend, terwijl de afbouw nog niet was afgerond. Er is plaats voor 800 auto’s. De parkeerplaatsen zijn verdeeld over twee bouwlagen. Tijdens de bouw kwam de energietransitie op gang, zodat er bij oplevering al een aantal laadplekken nodig waren. Met het oog op de toenemende vraag kreeg 10% van de plaatsen een laadvoorziening.
Het ontwerp is van Studio Leon Thier uit Den Haag, die eerder een parkeergarage voor 's-Hertogenbosch ontwierp. De benodigde hellingbaan zorgde ervoor dat een deel van het Frederik Hendrikplantsoen verloren ging. De andere toegangen kregen de vorm van een soort liftinstallatie.  
Volgens de gemeentelijke brochure Singelgrachtgarage-Marnix van april 2021 zijn de technische gegevens:
- bouwkuip 418 x 25,5 x 11 meter (117.250 m³),
- 100.000 m³ afgegraven grond,
- 1.700 ankerpalen,
- 9.000 m² staalvezelonderwaterbeton,
- 1.250.000 m³ water weggepompt.

Tijdens de bouw werd het kunstproject Buitenstebinnen van Dewy Elsinga uitgevoerd.